# V-voador
O V-voador (em inglês: Flying-V) é um projecto para um avião de longo alcance com alta eficiência energética. O Flying-V foi concebido por Justus Benad em 2014 como uma apresentação durante seu projecto de tese na Airbus Hamburg e desenvolvido por pesquisadores da Universidade de Tecnologia de Delft, na Holanda A KLM apoiou este avião. No Flying-V, a cabine de passageiros, o porão de carga e os tanques de combustível são integrados em sua estrutura de asa em forma de V. Devido ao seu design exclusivo, os engenheiros afirmam que será cerca de 20% mais eficiente que o Airbus A350-900. Um modelo em escala do conceito esteve programado para realizar um voo de teste em outubro de 2019.